# Acquaviva Collecroce
Acquaviva Collecroce (cũng gọi là Živavoda Kruč hay thường viết tắt là Kruč) là một đô thị ở tỉnh Campobasso trong vùng vùng Molise của Ý, nằm giữa các sông Biferno và Trigno.
Giống như Montemitro và San Felice del Molise, Acquaviva Collecroce là nơi sinh sống của cộng đồng người Croatia Molise, phần lớn sử dụng phương ngữ Croatia Molise cùng với tiếng Ý.